# Bintan

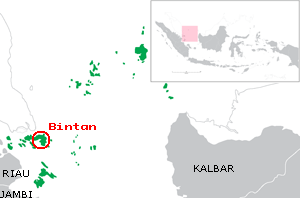
Położenie wyspy na mapie

Bintan – indonezyjska wyspa w archipelagu Riau. Stolicą wyspy jest Tanjung Pinang.
Bintan jest największą z ponad 3200 wysp należących do archipelagu. Leży ona około 40 km od Singapuru, jej powierzchnia wynosi 1866 km², a populacja około 200 000 mieszkańców natomiast najwyższy punkt na wyspie wznosi się na ponad 400 m n.p.m.
Na wyspie wydobywa się boksyt oraz rudy cyny.

## Historia

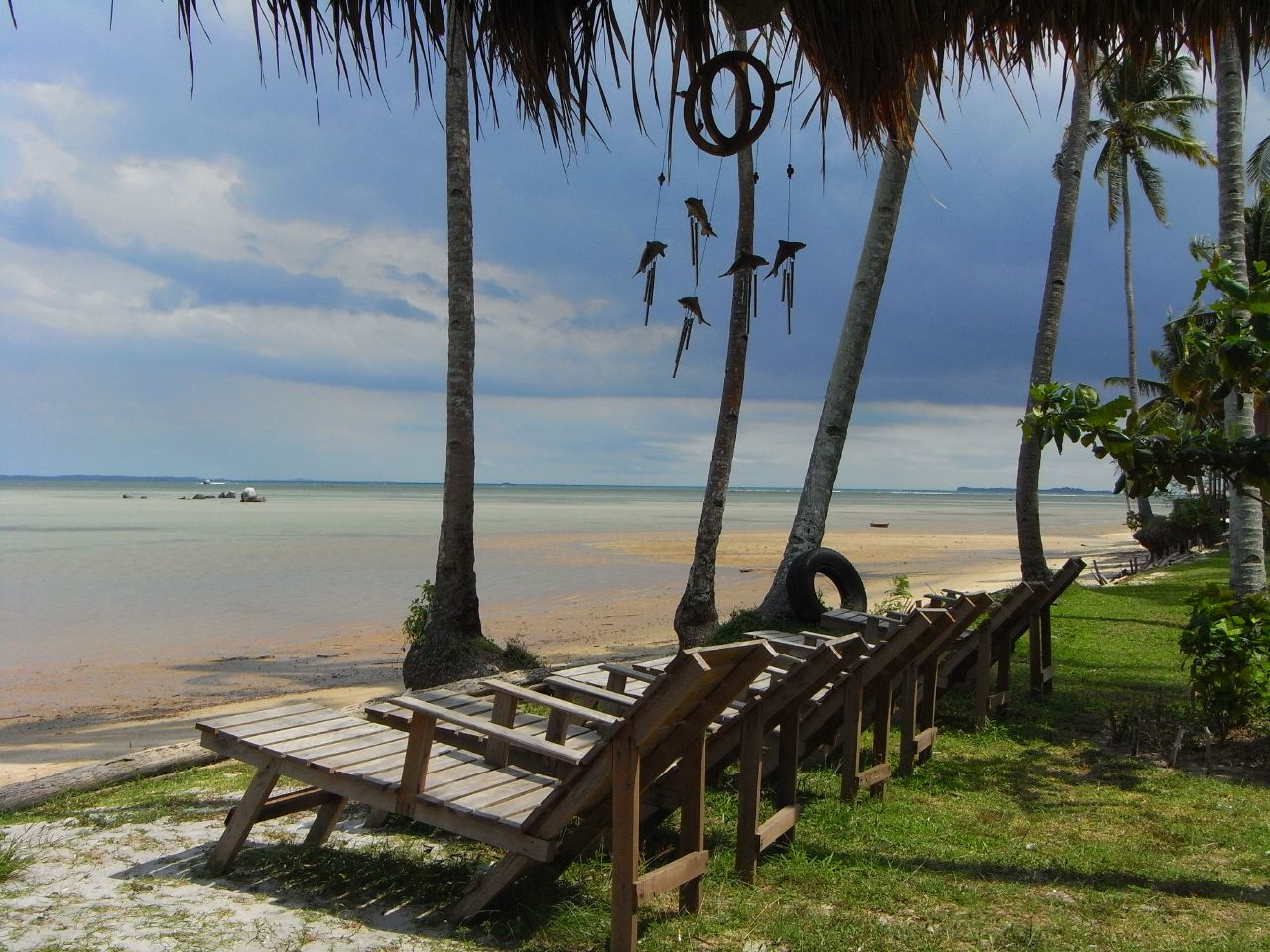
Jedna z plaż na Bintan

Osadnictwo na wyspie zaczęło się rozwijać w 1511 roku, kiedy sułtan Malakki Mahmud Shah, zbudował na wyspie bazę wojskową oraz miasto, które stało się głównym punktem oporu wobec Portugalczyków, którzy wcześniej zajęli Malakkę. Po serii prób oblężeń oraz desantów, siły portugalskie zdobyły wyspę w 1526.
W ciągu następnych lat wyspa trafiła pod rządy władców sułtanatu Malezji, którzy władali wyspą od XVII do XIX wieku. Podczas panowania Malajów, na wyspie zbudowano port, nawiązano relację handlowe z Chinami oraz lokalnymi kupcami, przez co wyspa stała się ważnym punktem handlowym oraz transportowym w regionie.
Wyspą Bintan zainteresowali się wpierw Brytyjczycy, a następnie przeszła we władanie holenderskie na początku XIX wieku.
Położona w cieśninie Malakka wyspa odgrywała kluczową rolę w lokalnym handlu, aż do 1819 roku. Wówczas Brytyjczycy założyli Singapur, który przejął od Bintanu miano głównego i dominującego portu w regionie.
Wraz ze wzrostem bogactwa mieszkańców Singapuru, wyspa zaczęła początkowo podupadać. Stopniowo jednak stała się popularnym miejscem wypoczynku dla jego mieszkańców. Dzięki rozwojowi turystyki w ostatnich latach Bintan przeistoczył się w atrakcyjny kurort i poziom życia mieszkańców znacznie wzrósł.